# Crkvina (otok)
Crkvina je nenaseljeni otočić u hrvatskom dijelu Jadranskog mora.
Njegova površina iznosi 0,1 km². Dužina obalne crte iznosi 1,5 km.